# 7人制ラグビー女子アメリカ合衆国代表
7人制ラグビー女子アメリカ合衆国代表（英語: United States women's national rugby sevens team）は、国際大会に派遣される7人制ラグビーの女子アメリカ代表チームである。愛称は「イーグルス (Eagles)」。
ワールドラグビーセブンズシリーズ、ラグビーワールドカップセブンズなどに出場している。

## 歴史
2012年からワールドラグビーセブンズシリーズに参加。
その後2019年、ビアリッツセブンズでワールドラグビーセブンズシリーズでの初優勝を果たした。
2024パリ五輪では3位決定戦で7人制女子オーストラリア代表に勝って銅メダル。

## 成績

### 夏季オリンピック
| 年   | ラウンド     | 順位 | 試 | 勝 | 負 | 分 |
| ---- | ------------ | ---- | -- | -- | -- | -- |
| 2016 | 準々決勝敗退 | 5    | 6  | 3  | 2  | 1  |
| 2020 | 準々決勝敗退 | 6    | 6  | 4  | 2  | 0  |
| 2024 | 準決勝敗退   | 3    | 6  | 4  | 2  | 0  |
| 計   | 優勝 0 回    | 3/3  | 18 | 11 | 6  | 1  |

### ワールドカップ
| 年   | ラウンド         | 順位 | 試 | 勝 | 負 | 分 |
| ---- | ---------------- | ---- | -- | -- | -- | -- |
| 2009 | カップ準決勝敗退 | 3    | 5  | 3  | 2  | 0  |
| 2013 | カップ準決勝敗退 | 3    | 6  | 5  | 1  | 0  |
| 2018 | カップ準決勝敗退 | 4    | 4  | 2  | 2  | 0  |
| 2022 | カップ準決勝敗退 | 4    | 4  | 2  | 2  | 0  |
| 計   | 優勝 0回         | 3/3  | 19 | 12 | 7  | 0  |

### ワールドセブンズシリーズ
- 2012-2013シーズン - 4位
- 2013-2014シーズン - 7位
- 2014-2015シーズン - 5位
- 2015-2016シーズン - 6位
- 2016-2017シーズン - 6位
- 2017-2018シーズン - 5位
- 2018-2019シーズン - 2位
- 2019-2020シーズン - 5位
- 2021-2022シーズン - 6位
- 2022-2023シーズン - 3位
- 2023-2024シーズン - 4位

## 直近大会の代表スコッド
パリ2024五輪代表スコッド
1. ケイラ・カネット
2. ローレン・ドイル (CC)
3. アレブ・ケルター
4. クリスティ・キルシュ
5. サラ・リビー
6. イロナ・マーハ
7. アリーナ・オルセン
8. アリアナ・ラムゼー
9. ステフ・ロベッティ
10. アレックス・セドリック
11. サミー・サリバン
12. ナヤ・タッパー (CC)

(CC)は共同キャプテン